# أوفيلي لي فورج
أوفيلي لي فورج هي بلدية فرنسية تقع في إقليم الأردين في منطقة غراند إيست.   